# Povegliano Veronese
Povegliano Veronese là một đô thị ở tỉnh Verona trong vùng Veneto của Ý, có cự ly khoảng 110 km về phía tây của Venice và khoảng 5 km so với sân bay Catullo. Tại thời điểm ngày 31 tháng 12 năm 2004, đô thị này có dân số 6921 người và diện tích là 18,69 km².
Các khu vực giáp ranh: Mozzecane, Nogarole Rocca, Vigasio, Villafranca di Verona.